# Política de l'etiqueta de preus
La Política de l'etiqueta de preus (en anglès: Price tag policy), és el nom que habitualment es fa servir als mitjans de comunicació israelians, per informar sobre els actes de vandalisme comesos per joves colons fonamentalistes jueus, dirigits contra la població de Palestina, cristians, jueus israelians d'esquerra, ciutadans àrabs d'Israel, i fins i tot contra les Forces de Seguretat d'Israel.
Segons el diari estatunidenc The New York Times, els joves afirmen que els ciutadans palestins locals i les forces de seguretat israelianes, han de pagar un preu per qualsevol acció realitzada en contra dels assentaments. Els actes de vandalisme i sabotatge dels joves colons sionistes jueus, també es consideren com una tàctica, una estratègia, una doctrina, i una campanya de terrorisme contra els ciutadans dels territoris ocupats palestins.
El terme "política de l'etiqueta de preu", s'aplica als actes de vandalisme israelià, i especialment als actes de vandalisme anti-àrab. Es sospita que aquests actes són l'obra d'individus solitaris o de petits grups radicalitzats. Aquests actuen contra l'Exèrcit israelià, i contra la Policia Civil Palestina, així com contra els llocs de culte cristians i musulmans, i també contra els partits polítics d'esquerra que critiquen als colons israelians.
En Maig de 2014, el servei secret israelià, el Xin Bet, va dir que els delictes d'odi i la "política de l'etiqueta de preus" eran l'obra d'unes 100 persones provinents principalment de l'assentament israelià de Yitzhar, i d'altres indrets avançats ubicats al damunt dels turons, i que es van inspirar en les idees del Rabí Yitzchak Ginsburgh.
Ron Ben-Tovim, explica que la comparació d'aquests actes amb una etiqueta de supermercat, i l'ús d'aquest terme és un eufemisme, ja que els actes violents comesos pels colons són incorrectes. Aquestes accions vandàliques tenen com a objectiu inculcar la por en els cors dels palestins. La "política de l'etiqueta de preus", és una forma de terrorisme contra el poble palestí. Si bé en els mitjans de comunicació israelians és habitual qualificar tots els actes perpetrats pels palestins contra els jueus israelians com una forma de terrorisme, aquests mateixos mitjans fan servir un altre terme: "la política de l'etiqueta de preus", per definir els actes de violència comesos pels colons jueus contra els palestins. L'objectiu dels colons israelians, és enviar un missatge al govern israelià, i espantar a les seves víctimes, els ciutadans palestins.